# Млечник жгуче-млечный
Мле́чник жгу́че-мле́чный (лат. Lactárius pyrógalus) — гриб рода млечник (лат. Lactarius) семейства сыроежковые (лат. Russulaceae). Условно-съедобен.

## Описание
- Шляпка ∅ 3—6 см, округлая с подвёрнутыми краями, позднее во воронковидной с волнистыми краями. Кожица серовато-телесного цвета, у взрослых грибов с заметными концентрическими зонами, влажная, слегка слизистая.
- Пластинки нисходящие по ножке, относительно редкие, тонкие, охристо-жёлтого цвета, у взрослых грибов широкие.
- Споровый порошок желтоватый. Споры 7 × 5,5 мкм, почти округлые, сетчато-жилковатые, амилоидные.
- Ножка 3—5 см в высоту, ∅ 0,5—1 см, суженная и часто заострённая у основания, плотная, затем полая, одного цвета со шляпкой или светлее.
- Мякоть плотная, белая, под кожицей шляпки сероватая, со слабым грибным запахом.
- Млечный сок обильный, белый или желтоватый, цвета на воздухе не меняет. Вкус очень острый, со временем исчезает.

### Изменчивость
Концентрических зон на шляпке может не быть. Цвет же её варьирует от светло-серого до серо-оливкового. Пластинки могут быть от желтоватого до кремово-охристого цвета.

## Экологияи распространение
Образует микоризу с лещиной. Встречается в Европе и прилегающих районах Азии в лиственных, широколиственных и смешанных лесах, часто в кустарниках, в светлых местах, около просек, небольшими группами и одиночно.
Сезон: начало августа — конец сентября.

## Сходные виды
- Млечник острый (Lactarius acris), от которого отличается серой суженной ножкой и не краснеющим млечным соком.
- Млечник грабовый (Lactarius circellatus) растёт под грабами, имеет более частые пластинки зональность на шляпке.
- Млечник нейтральный (Lactarius quietus) более тёмный, со своеобразным запахом.
- Млечник блёклый (Lactarius vietus) встречается под берёзами, с фиолетово-серой окраской шляпки и желтовато-белыми пластинками.

## Синонимы

### Латинские синонимы
- Agaricus pyrogalus Bull. 1792basionym
- Galorrheus pyrogalus (Bull.) P. Kumm. 1871
- Lactifluus pyrogalus (Bull.) Kuntze 1891
- Agaricus lactifluus var. pyrogalus (Bull.) Pers. 1801

### Русские синонимы
- Млечник садовый
- Млечник жгучий

## Пищевые качества
Условно съедобный гриб, употребляется только в солёном виде.